# Ermida de Nossa Senhora dos Anjos (Vila do Porto)

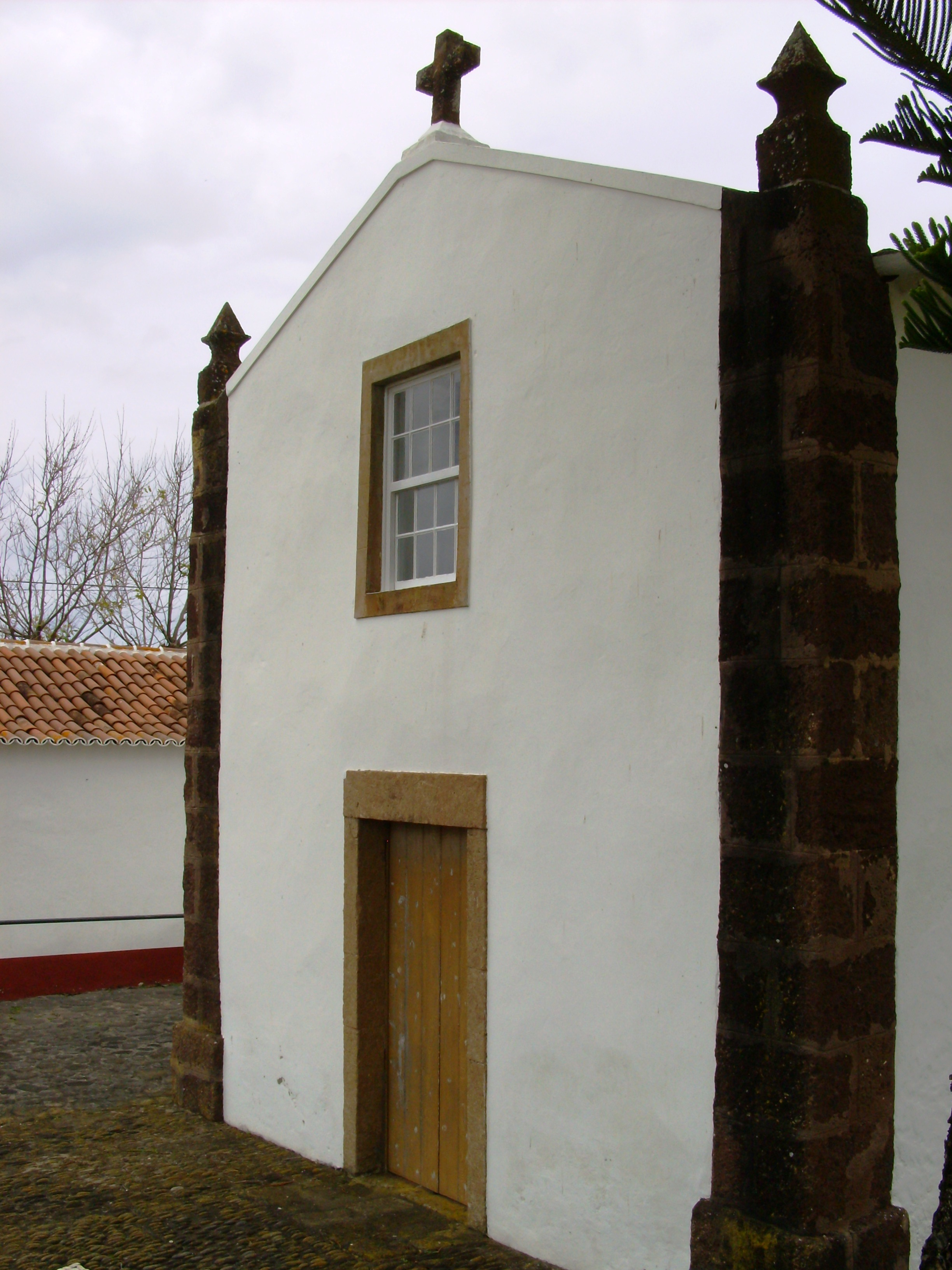
Ermida dos Anjos: fachada

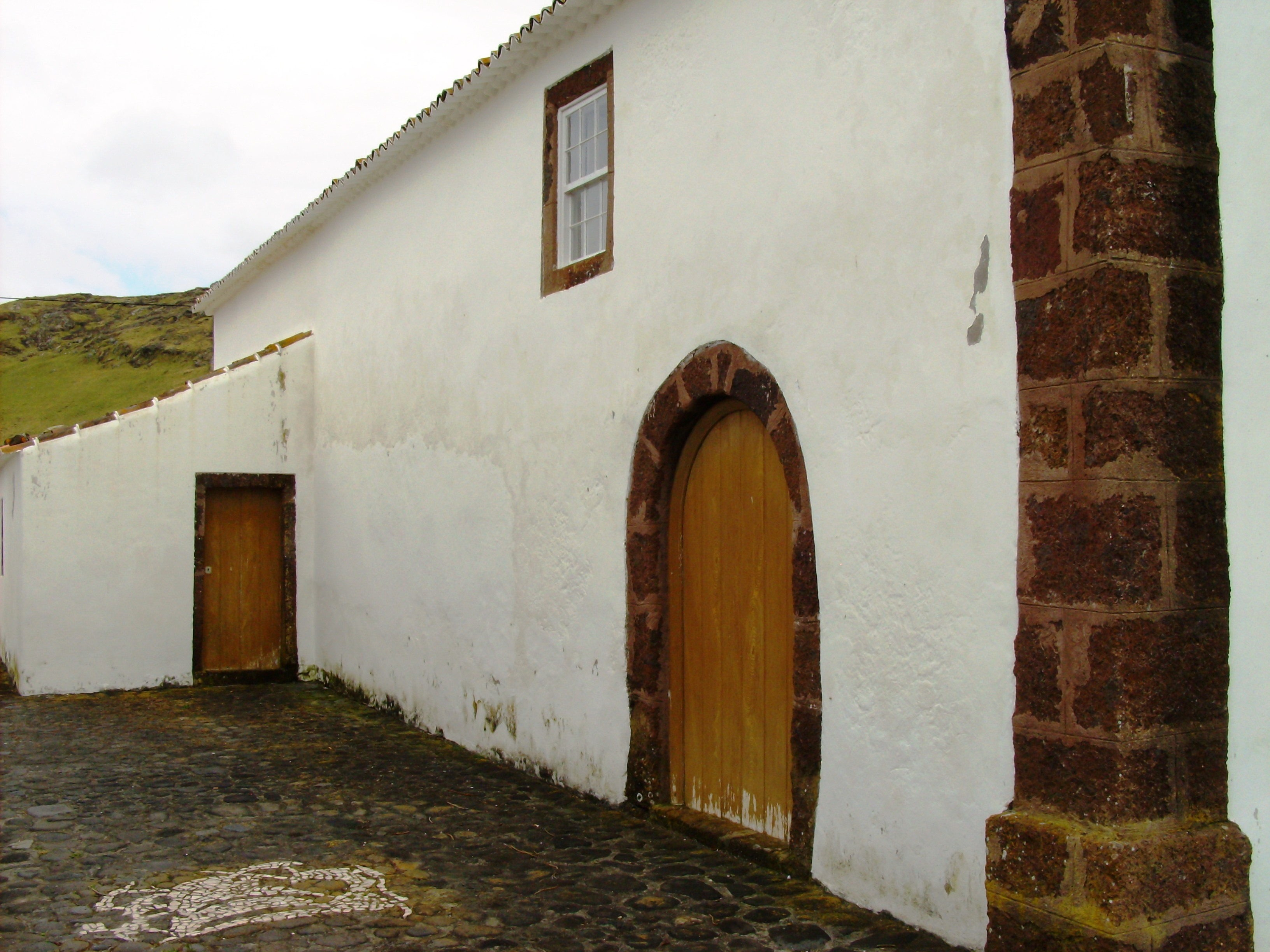
Ermida dos Anjos: lateral esquerda

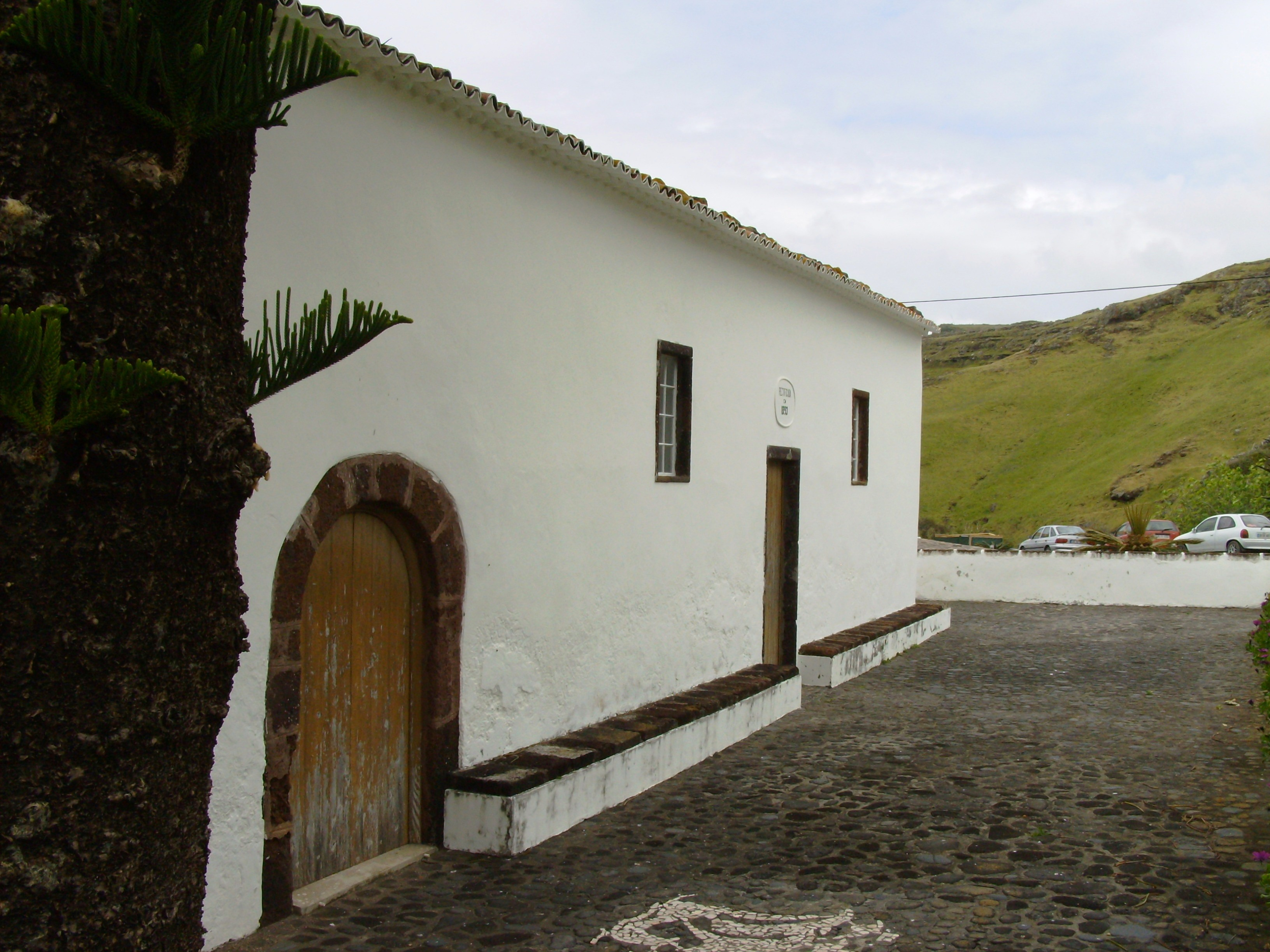
Ermida dos Anjos: lateral direita

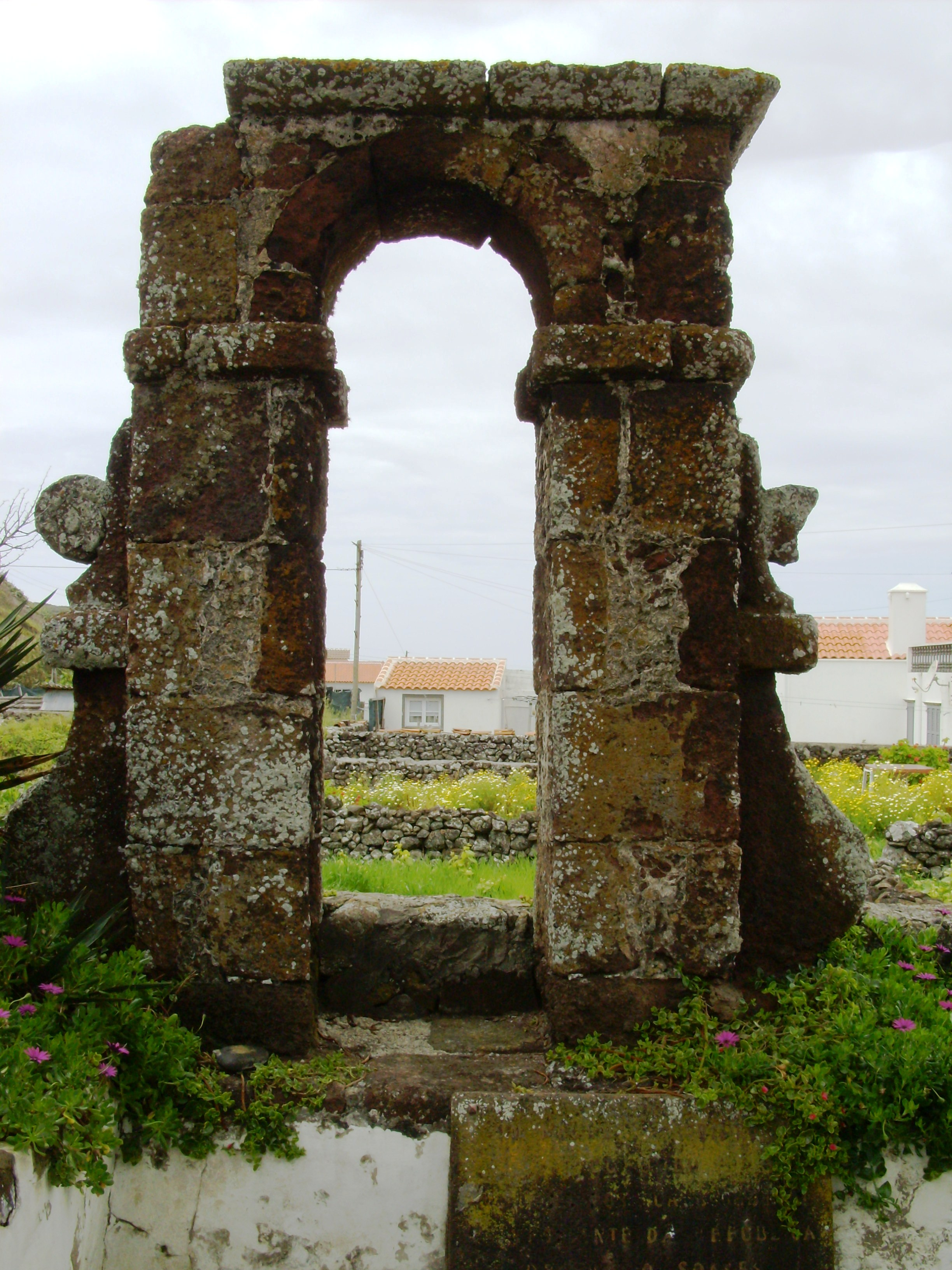
Ermida dos Anjos: campanário

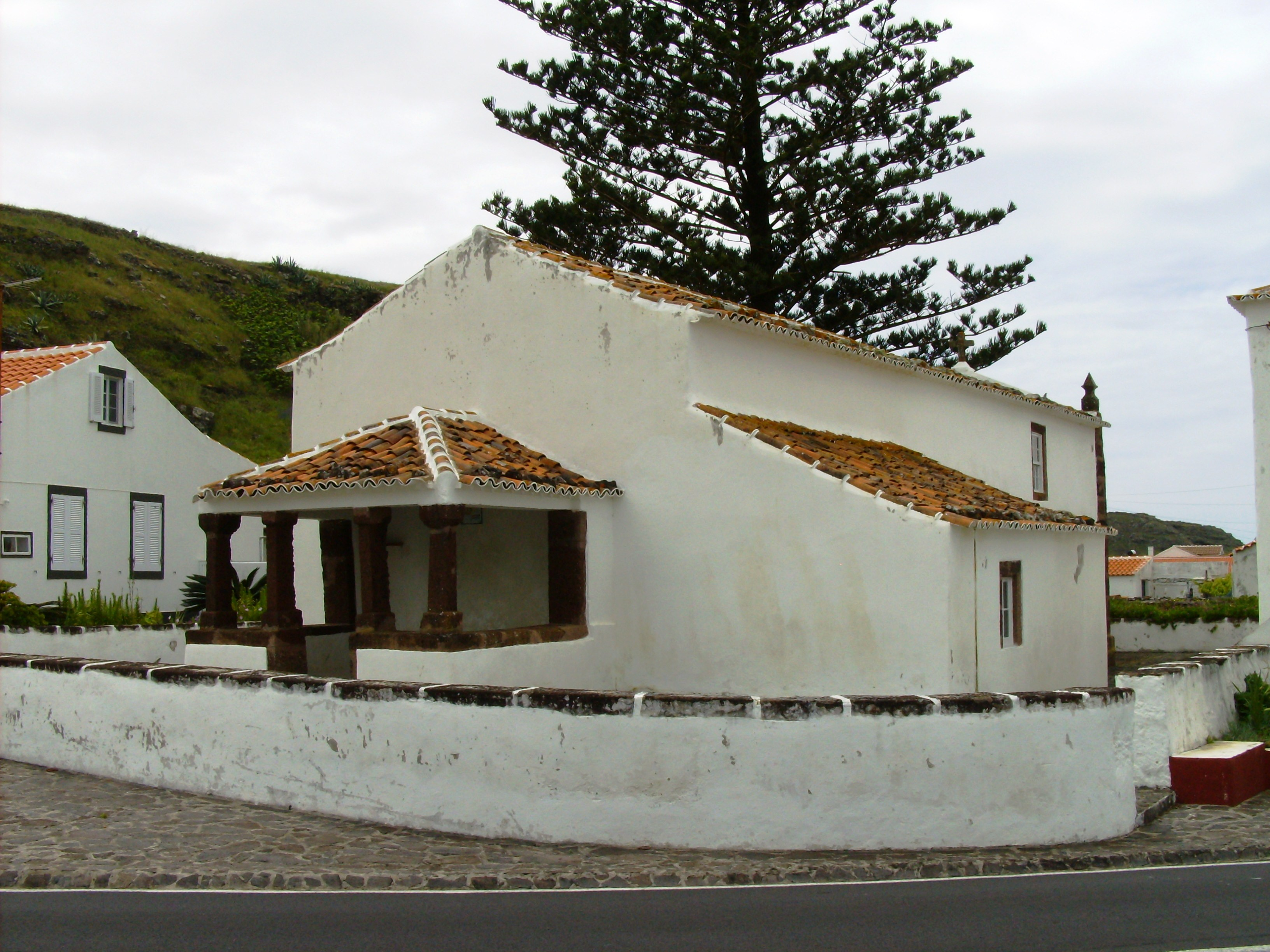
Ermida dos Anjos: "theatro"

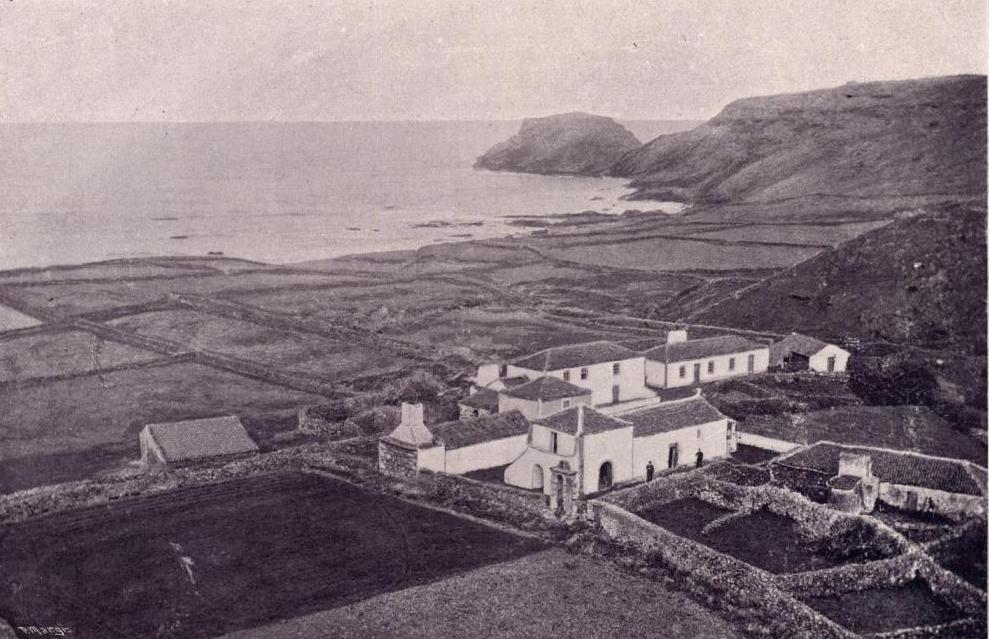
"Ermida e logar de Nossa Senhora dos Anjos (Álbum Açoriano, 1903)

A Ermida de Nossa Senhora dos Anjos localiza-se no lugar dos Anjos, na freguesia de Vila do Porto, concelho de Vila do Porto, na ilha de Santa Maria, nos Açores.

## História
Embora não se saiba positivamente a invocação e nem o local do primeiro templo levantado em Santa Maria pelos primeiros colonizadores, o estudo da difusão do povoamento nas primeiras décadas e a comparação com as primeiras narrativas sobre esse povoamento, permitem aceitar que a Ermida dos Anjos tenha sido esse templo. Será, assim, a mais antiga da ilha e do arquipélago açoriano.
Erguida ainda em 1439, primitivamente em madeira com cobertura de palha, foi reerguida em alvenaria de pedra entre 1460 e 1474.
É referida no testamento do Infante D. Henrique: "Item ordenei e estabeleci (...) a igreja de santa Maria na ilha de santa Maria."
Nela terão cumprido o voto de ouvir missa em Ação de Graças, em 19 de fevereiro de 1493 os marinheiros de Cristóvão Colombo no regresso da viagem de descobrimento da América.
Encontra-se indicada no "Mapa dos Açores" (Luís Teixeira, c. 1584) como "Perochia de S. Siria", e, em mapas posteriores nele baseados, a toponímia "Parochia de Santa Eria". Uma possível explicação ligará a devoção a Santa Iria, natural de Tomar, à Ordem de Cristo, que nessa cidade tinha a sua sede, chefiada pelo Infante D. Henrique com o título de "Regedor e Governador da Ordem de Cavalaria do Mestrado de Nosso Senhor Jesus Cristo". À Ordem pertencia também Gonçalo Velho Cabral, primeiro capitão do donatário.
A principal fonte sobre a ermida é um documento de autoria do padre Francisco da Cunha Prestes, licenciado no Curso Geral de Teologia na Universidade de Évora de 1650 a 1653, vigário da Igreja Matriz de Nossa Senhora da Assunção de Vila do Porto, o manuscrito "Livro da Irmandade de Nossa Senhora dos Anjos e Escravos da Cadeinha" (1676) que pertencia ao arquivo da Matriz de Vila do Porto:
"Esta ermida de Nossa Senhora dos Anjos fundou hua m.er natural do Reyno por nome Izabel Glz. [Isabel Gonçalves] m.er de Thome Afonso natural do Algarve. Pediu este citio a D. Beatriz [Godin, primeira] m.er do [2º] Cap. Donatario [(João Soares de Albergaria)] a qual lhe deu tres alqueires de terra em q. se fundou a dita ermida por outros tres q. a dita Izabel Glz. lhe deu em sima da rocha os quais tres alqueires em q. está a ermida deixou para o ermitão que a limpasse. O anno em q. foi feita esta fundação não se acha noticia certa por averem passado m.tos e porq. com a entrada dos mouros q. no anno de 1616 saquearão esta ilha levando muita gente cativa fiarão sepultadas as noticias q. disto podia aver. Sabesse q. escapou esta ermida dos mouros e he tradição certa q. a não virão andando perto dela como tambem se presume q. a não virã o anno de 1675, pois entrando de assalto neste citio por descuido dos guardas a noute do pr.º de Setembro levando destas casinhas vesinhas da ermida onze pessoas entre molheres e meninos e juntamente saqueando as não tocarão na ermida q. se por tal a conhesserão ao menos não escapava de ser saqueada e se presumirão ser caza de moradores pr.º avião fazer entrada nela que nos palheiros de onde tirarão a gente e sua pobreza. Esteve esta ermida sem forma de adro até o anno de 1674 dentro nela não avia mais q. hum retabolo antígo q. se fechava com duas portas, estando e costado na parede e chegava a pregar na tacanissa o qual agora está ensserido no meio do retabolo."
A referida Dona Beatriz (Brites) Godin faleceu por volta de 1492-1493, época em que se encontrava com o marido no Continente, e em que Cristóvão Colombo enviou os seus marinheiros a terra para assistir missa em fevereiro de 1493.
O pesquisador Miguel Corte-Real levanta a dúvida se Tomé Afonso e sua esposa Isabel Gonçalves seriam ou não os primitivos fundadores, se apenas reedificadores, ou mesmo apenas padroeiros mais modernos da ermida. Conforme a sua pesquisa, de acordo com um documento na Biblioteca Pública e Arquivo de Ponta Delgada, no espólio Velho Arruda, é referido um Tomé Afonso, casado com Isabel Gonçalves, que, por volta de 1560 deixaram ambos parte de seus bens para a conservação da ermida.
Quando do assalto de piratas da Barbária em 1616, que se demoraram oito dias na ilha e dela levaram 222 pessoas, as suas reduzidas dimensões e despojamento terão feito com que passasse despercebida, fato que Frei Agostinho de Monte Alverne, em fins do século XVII, credita a um milagre da Virgem:
"(...) e somente não chegaram à Igreja de Nossa Senhora dos Anjos, andando por cima de sua ladeira, sendo vistos das pessoas que dentro estavam, o que se crê que quis a bendita Senhora não vissem a sua igreja. (...).".
Foi reconstruída, com nova traça, de 1673-1674 a 1676. Em maio de 1675 procedeu-se à abertura do "caminho que vai pela rocha acima e o fizeram por sua devoção os devotos da Senhora pela dificuldade que havia para poderem descer à ermida" e que "em Setembro do mesmo ano se faz o calvário ou cruzeiro que está no cimo da rocha", junto ao Caminho Velho. A iniciativa da reconstrução deve-se a Frei Gonçalo de São José, que veio para o Convento de Nossa Senhora da Vitória em 1668-1669, sendo o principal obreiro da Irmandade dos Escravos da Cadeinha, confirmada em 1675 pelo Bispo de Angra, D. Frei Lourenço de Castro. Esta criação, em caráter devotivo, terá tido lugar após o ataque dos piratas de 1675.
Em 1826 era seu padroeiro o morgado Luís de Figueiredo Velho Melo Falcão. Ao final do século XIX sofreu obras que a restauraram (1893), conferindo-lhe a atual feição.
Júlio Cabral testemunha ter visto nesta ermida um missal "(...) velho mas bem conservado, que também se diz ser o mais antigo dos Açores (...)", mas cujo paradeiro, à época (1903), desconhecia. Do mesmo modo, com relação ao chicote com que os piratas terão fustigado os habitantes, o mesmo autor refere: "que existiu junto da Sacra, onde o vi, mas há anos desapareceu, supondo-se que foi destruído pelos devotos!"
Encontra-se classificada como Imóvel de Interesse Público pela Resolução nº 58, de 17 de maio de 2001.
A festa da padroeira ocorre, anualmente, a 21 de agosto.

## Espólio
Constituem o espólio desta ermida:

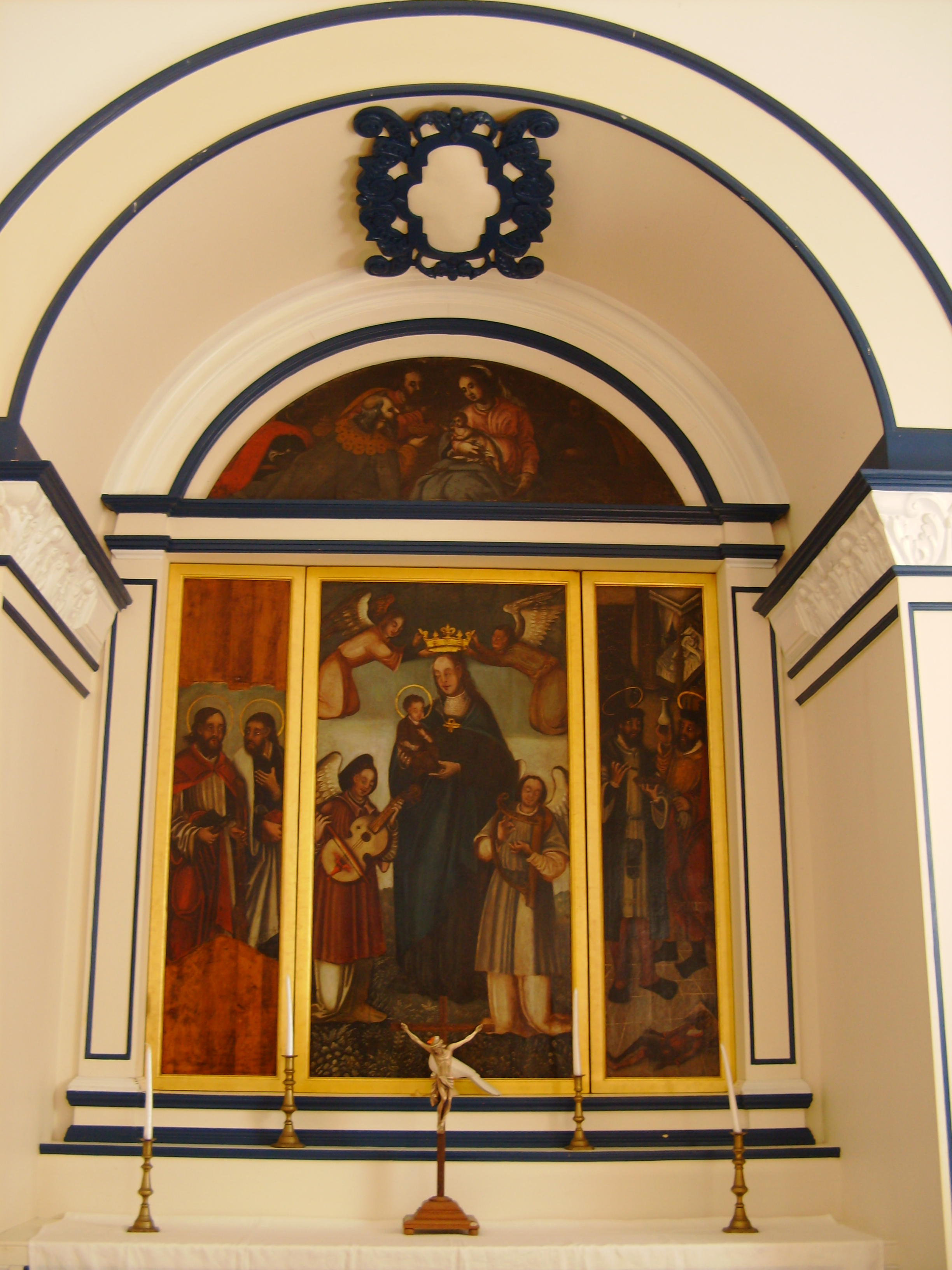
Ermida dos Anjos: tríptico quinhentista

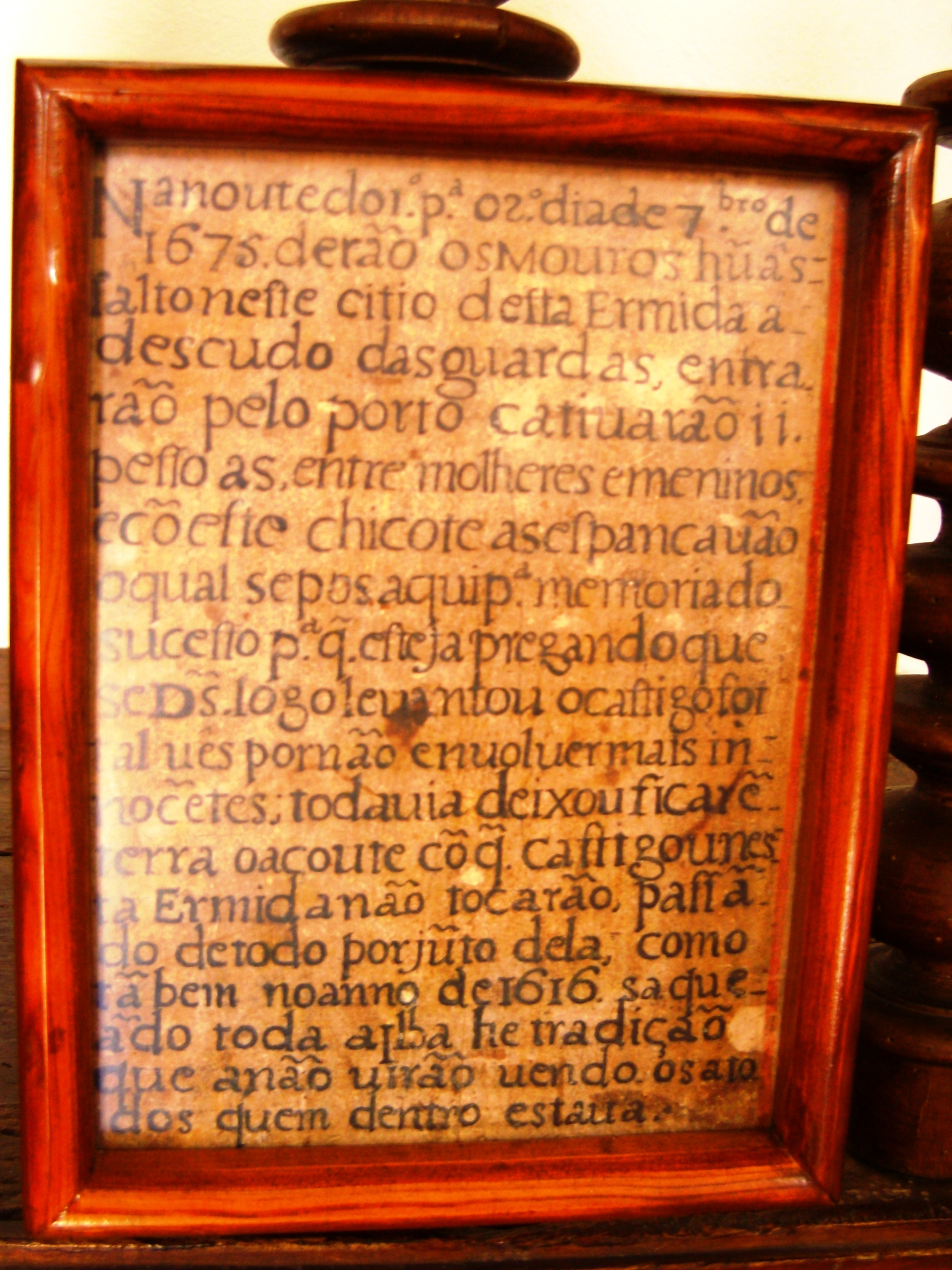
Ermida dos Anjos: memória dos assaltos de piratas

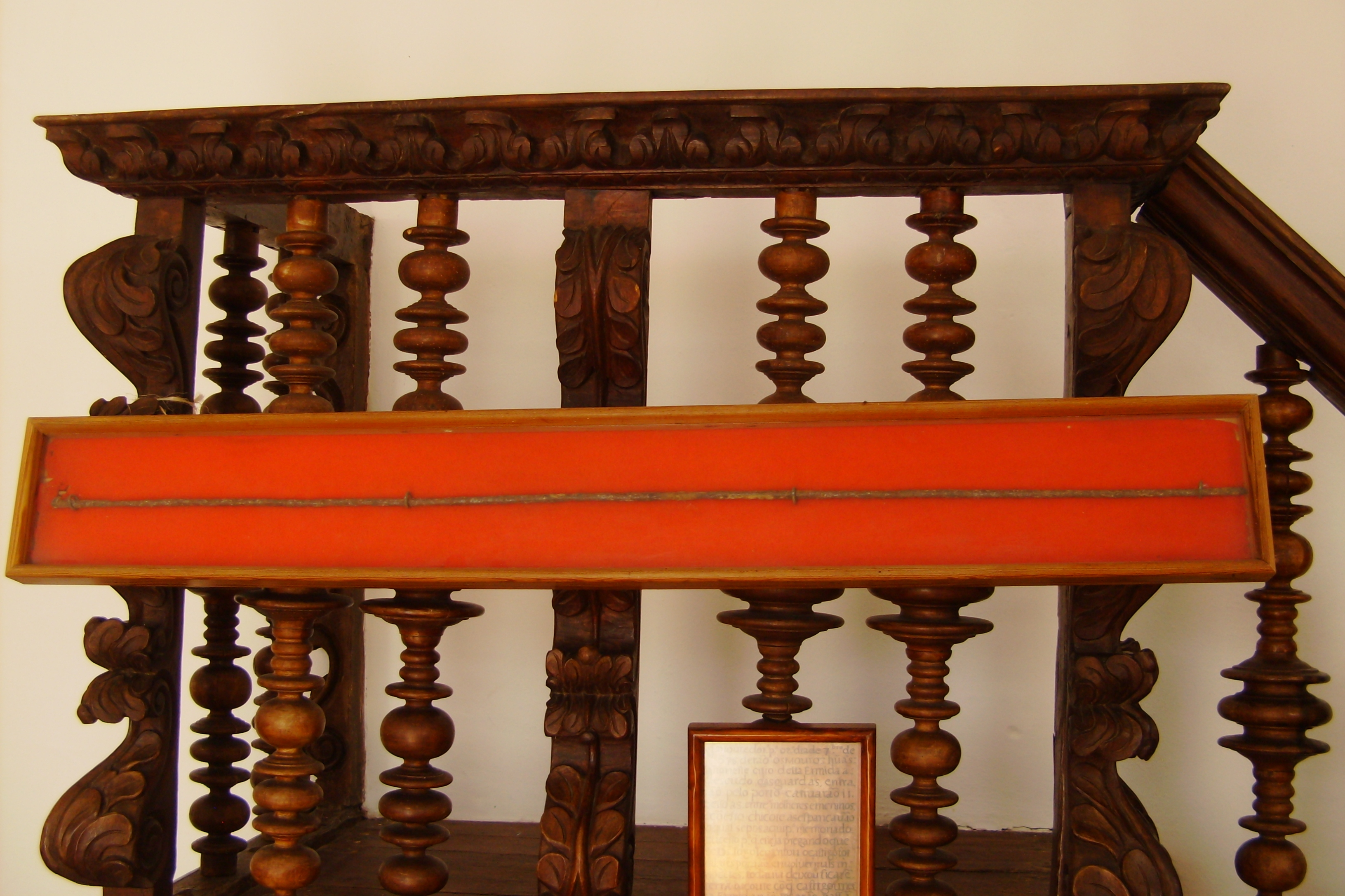
Ermida dos Anjos: chicote atribuído aos "mouros"

- um tríptico pintado sobre madeira de cedro. Criação quinhentista de autor desconhecido recoberto por pintura posterior, apresenta ao centro a Sagrada Família e nas tábuas laterais os mártires São Cosme e São Damião. A tradição refere, incorretamente, ter sido este o altar portátil da caravela de Gonçalo Velho Cabral. O retábulo onde se inscreve foi executado no Convento de São Francisco de Vila do Porto, em 1675.[16]
- uma imagem de Nossa Senhora dos Anjos, recentemente datada como sendo do século XVII, esculpida em cedro por frei Manuel de São Domingos, mandada executar pela irmandade.[17]
- um painel de azulejos polícromos junto ao altar-mor, pertencente ao último período do século XVII, oferecido em 1679 pelo mariense Brás de Andrade Velho, prior da Colegiada de São Cristóvão de Coimbra. Com o tema "aves e ramagens", ao centro, no interior de uma circunferência, encontra-se a figura de São Brás.

No seu interior encontram-se um açoite e uma inscrição alusiva aos ataques de piratas mouros em 1616 e em 1675, que reza:
"Na noite do primeiro para o segundo dia de Setembro de 1675, deram os mouros um assalto neste sítio desta Ermida a descuido das guardas, entraram pelo porto cativaram onze pessoas, entre mulheres e meninos e com este chicote as espancaram o qual se pôs aqui para memória do sucesso para que esteja pregando que se Deus logo levantou o castigo foi talvez por não envolver mais inocentes; todavia deixou ficar em terra o açoute com que castigou. Nesta Ermida não tocaram, passando de todo por junto dela; como também no ano de 1616 saquearam toda a ilha é tradição que a não viram vendo-os a todos quem dentro estava."
Na Igreja Matriz de Vila do Porto encontra-se depositada a primitiva imagem de Nossa Senhora dos Anjos desta ermida, possívelmente também a primeira a chegar à ilha.

## Características
Encontra-se implantada num adro murado. Em alvenaria de pedra rebocada e caiada, apresenta planta rectangular, com o corpo da sacristia adossado à fachada lateral esquerda. A fachada principal é delimitada por cunhais encimados por pináculos. Nela rasga-se a portada, de verga recta, encimada por uma janela de guilhotina de duas folhas.
Em cada uma das fachadas laterais rasga-se uma porta rematada em arco. Sobre a da fachada lateral direita encontra-se uma inscrição epigráfica que reza: "RECTIFICADA / EM / 1893".
No interior, de nave única, ergue-se um altar com um frontal de azulejos polícromos e um púlpito em madeira torneada. A entrada é encimada por um coro-alto. No altar-mor destacam-se uma imagem de Nossa Senhora dos Anjos e um tríptico quinhentista.
O telhado é de duas águas, com telha de meia-cana tradicional, rematado por beiral duplo.
Diante da ermida, isolada sobre o canto direito do murete do adro, ergue-se um campanário em alvenaria de pedra, com vão rematado em arco de volta perfeita sobre impostas, tendo junto à base uma inscrição hoje ilegível. Vizinho a ele ergue-se um idoso espécime de araucária.
No exterior, nos fundos, adossa-se um "theatro", de planta rectangular delimitado por um murete com uma abertura a eixo, no qual assentam colunas de secção quadrangular (definindo três vãos na fachada principal e um em cada uma das laterais) que sustentam uma cobertura de três águas, em telha de meia-cana tradicional, rematada por beiral duplo.

## A lenda do Cruzeiro
A tradição local registra uma interessante lenda acerca da construção da ermida e do cruzeiro no alto da penedia que a domina:
Ainda no século XVI, os habitantes tinham uma grande vontade de erguer um templo nos Anjos, local onde Gonçalo Velho e seus marinheiros tinham desembarcado e rezado a primeira missa na ilha (e nos Açores).
Resolveram por fim, construir a ermida dos Anjos. A população entendia que o melhor sítio era o lugar mais baixo, onde hoje se ergue. Os responsáveis pela obra, entretanto, sem atender à vontade popular, principiaram a juntar a pedra no cimo da rocha. Começou a perceber-se, a partir de então, um fato misterioso: as pedras depositadas no alto pelos trabalhadores durante o dia, na manhã seguinte, sem que se soubesse como, apareciam embaixo.
Perturbados com o fenómeno inexplicável, o mestre da obra e os trabalhadores passaram a acusar a população de acarretar a pedra, durante a noite, para o lugar onde queriam a ermida. E insistiram no trabalho no cimo da rocha. Com o passar dos dias, e a repetição do fenómeno, aumentaram as acusações, mas nada se provava.
Numa certa noite, ao passar pelo local um pescador, surpreendeu-se com um movimento estranho. Deparou-se então com as pedras, que se moviam sózinhas em direcção ao lugar de baixo. Assustado, correu a contar o que vira ao mestre da obra que, junto com os trabalhadores, o ridicularizaram, propondo-se a voltar juntos, de noite, ao local.
Dito e feito, de noite puseram-se todos à espreita quando, de súbito, as pedras começaram a rolar, seguindo a imagem de Nossa Senhora.
Acabadas de uma vez por todas as dúvidas, a ermida foi erguida no lugar assinalado pela Senhora, e que fora originalmente escolhido pela população. Quanto ao local projetado da construção, para assinalá-lo e recordar o milagre, foi erguida uma grande cruz de pedra, que lá se encontra até aos nossos dias.